# Rijksgraafschap Friedberg-Scheer
Friedberg-Scheer was een tot de Zwabische Kreits behorend rijksgraafschap binnen het Heilige Roomse Rijk.

## Graafschap Friedberg
De burcht Friedberg in Beieren wordt in 1274 voor het eerst vermeld als middelpunt van het graafschap in de Tiengouw en de Ergouw. Het graafschap omvatte de bezittingen van de graven van Veringen-Nellenburg, die in 1282 aan koning Rudolf waren gekomen. De Habsburgers hebben het graafschap in 1315 onder de naam Friedberg verpand aan de graaf van Montfort.
De graven van Montfort hebben het graafschap in 1369 verenigd met de heerlijkheid Scheer.

## Heerlijkheid Scheer
In 1267 is de burcht Scheer in handen van Hugo van Montfort, die familie is van de paltsgraaf van Tübingen. In 1289 bevestigt koning Rudolf de stadsrechten van de nederzetting bij de burcht. In 1290 verwerft de koning de burcht en de stad van Hugo. Al in 1314 verpanden de Habsburgers het bezit weer aan de graven van Montfort.
De graven van Montfort hebben de heerlijkheid in 1369 verenigd met het graafschap Friedberg.

## Huis Waldburg

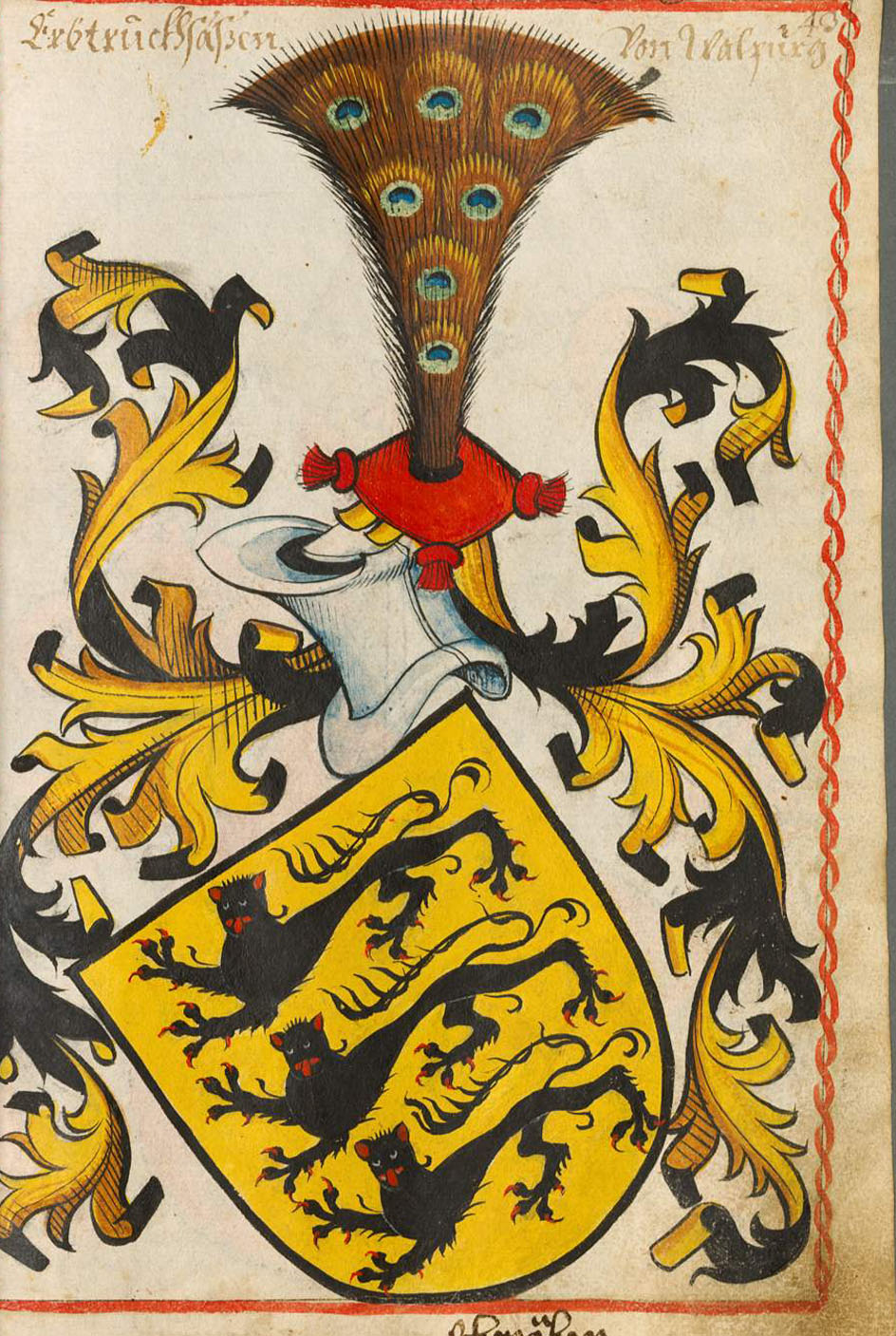
Het wapen van Waldburg (1450-1480)

In 1454 koopt Everhard I, drossaard van Waldburg het graafschap Friedberg-Scheer en in 1455 Sonnenberg in Vorarlberg van de graaf van Werdenberg. Everhard is de stichter van de tak Waldburg-Sonnenberg. Op 11 augustus 1463 wordt hij tot rijksgraaf van Sonnenberg verheven. In 1473 wordt de graaf echter uit Sonnenberg verdreven en komt dit gebied aan de Habsburgse graaf van Tirol.
Na het uitsterven van Waldenburg-Sonnenberg in 1511, valt Friedberg-Scheer aan de tak Waldburg-Trauchberg. In 1612 splitst deze tak opnieuw in Waldburg-Friedberg-Scheer en Waldburg-Trauchburg. Deze tak wordt op 27 september 1628 in de gravenstand verheven. De nieuwe tak Waldenburg-Friedberg-Scheer sterft op zijn beurt uit in 1717 en wordt opnieuw verenigd met Waldburg-Trauchberg.
In 1764 is het zeker dat het huis Waldburg-Trauchberg op korte termijn zal uitsterven en daarom wordt de opvolging geregeld in het reces van Scheer van 23 oktober 1764.
Na het kinderloos overlijden van de rijks-erfdrost en graaf Leopold August te Friedberg en Trauchburg, vrijheer op Waldburg, heer te Scheer, Dürmentingen, te Bussen en Kissleg waren de naaste wettige verwanten:
- zijn broer Frans Karel, bisschop te Chiemsee, graaf te Trauchburg

en de verre verwanten uit de andere takken
- Frans Ernst, graaf van Waldburg-Wurzach
- Josef Frans, graaf van Waldburg-Wolfegg
- Gebhard Xavier, graaf van Waldburg-Waldsee

Na de dood van de bisschop van Chiemsee verkopen de andere graven op 22 oktober 1785 het hele graafschap Friedberg-Scheer met de heerlijkheden Dürmentingen en Bussen aan vorst Karl Anselm van Thurn und Taxis voor de som 2.100.000 gulden.
In 1786 wordt de verkoop door de keizer goedgekeurd.

## Huis Thurn und Taxis
Vorst Karel Anselm von Thurn und Taxis wordt door de koop rijksvorst en krijgt een zetel en een stem in de Rijksdag.
In de Rijnbondakte van 12 juli 1806 wordt de soevereiniteit over de landen van Thurn und Taxis overgedragen aan het koninkrijk Beieren, het koninkrijk Württemberg en het vorstendom Hohenzollern-Sigmaringen. Friedberg-Scheer gaat in die regeling deel uitmaken van Württemberg.

## Lijst van regenten
| regering    | naam                   | geboren   | overleden  | familie                 |
| ----------- | ---------------------- | --------- | ---------- | ----------------------- |
| 1454-1479   | Everhard I             |           | 22-9-1479  | Waldburg-Sonnenberg     |
| 1479-1511   | Andreas                |           | 24-6-1511  | zoon                    |
| 1511-1557   | Willem de Oudere       | 1470      | 17-3-1557  | tak Waldburg-Trauchburg |
| 1557-1566   | Willem de Jongere      | 6-3-1518  | 17-1-1566  | zoon                    |
| 1566-1578   | voogdij                |           |            |                         |
| 1578-1612   | Christof               | 24-8-1551 | 28-2-1612  | zoon                    |
| 1612-1652   | Willem Hendrik         | 26-1-1580 | 7-5-1652   | zoon                    |
| 1652-1672   | Christof Karel         | 24-8-1613 | 28-3-1672  | zoon                    |
| 1672-1679   | Frans Eusebius Mathias |           | 1679       | zoon                    |
| 1678-1717   | Maximiliaan Wunibald   | 1647      | 16-4-1717  | zoon                    |
| 1717-1756   | Josef Willem Eusebius  | 20-1-1694 | 19-3-1756  | tak Waldburg-Trauchberg |
| 1756-1764   | Leopold August         | 29-9-1728 | 1-10-1764  | zoon van broer          |
| (1764-1772) | Frans Karel Eusebius   | 23-8-1701 | 6-7-1772   | broer                   |
| 1764-1785   | erfgenamen             |           |            |                         |
| 1785-1805   | Karel Anselm           | 2-6-1733  | 13-11-1805 | Thurn und Taxis         |
| 1805-1806   | Karel Alexander        | 22-2-1770 | 15-7-1827  | zoon                    |